# Stazione di ricerca
Una stazione di ricerca, o base di ricerca o base scientifica, è una struttura costruita allo scopo di condurre ricerche scientifiche.
La localizzazione delle stazioni di ricerca solitamente è in aree remote del mondo, come gli oceani, l'Antartide e lo spazio. Alcune stazioni di ricerca si trovano nell'Artide, come la Northeast Science, la McGill Arctic Research e la Himadri: spesso sono stazioni flottanti, costruite su iceberg alla deriva nel Mar Glaciale Artico.
Ci sono anche varie stazioni di ricerca che svolgono ricerche ecologiche sul campo, come la stazione delle biodiversità Tiputini nell'Amazzonia ecuadoriana, la stazione di ricerca del Parco nazionale del Comoé nelle savane della Costa d'Avorio o la stazione di ricerca del Parco nazionale del Gombe Stream, famosa per la ricerca sugli scimpanzé diretta da Jane Goodall.